# 聖彼得座堂 (阿德萊德)

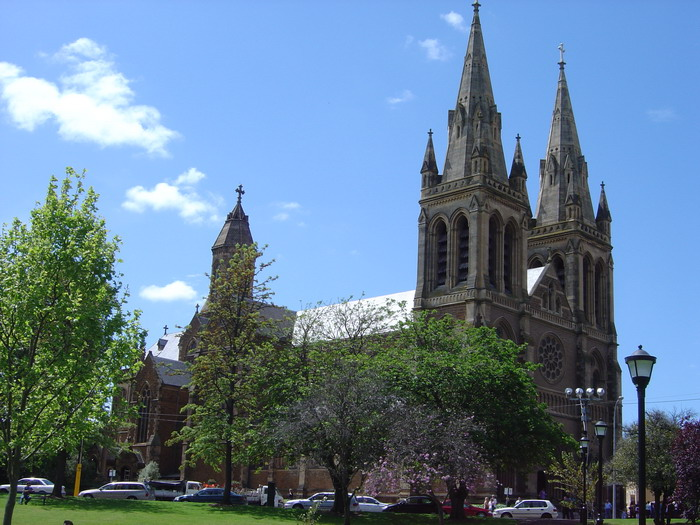

聖彼得座堂（英語：St Peter's Cathedral）是位於澳大利亞南澳大利亞州城市阿德萊德的一座聖公會座堂，也是阿德萊德的地標性建築。聖彼得座堂於19世紀後期開始修建，在1904年才竣工。

## 外部連結
- 官方网站

Template:阿德萊德地標